# Frasdorf
Frasdorf là một đô thị ở huyện Rosenheim bang Bayern thuộc nước Đức.